# Kevin Anderson (sociòleg)
Kevin Anderson   (1948) és un sociòleg i marxista humanista estatunidenc. És professor de sociologia, ciències polítiques i estudis feministes a la Universitat de Califòrnia a Santa Barbara. Anteriorment va ser professor de sociologia a la Northern Illinois University, a City of DeKalb, i professor de ciències polítiques, sociologia i estudis feministes a la Universitat Purdue.
Anderson va estudiar a la Tenafly High School a Tenafly, es va llicenciar en història al Trinity College (Connecticut) i va fer un màster i un doctorat en sociologia al City University of New York Graduate Center. En la seva tesi va tractar la recepció en Lenin de la dialèctica de Friedrich Hegel, que més endavant es va publicar com a Lenin, Hegel and Western Marxism.
Va participar en el projecte internacional de les obres completes de Karl Marx i Friedrich Engels (Marx-Engels-Gesamtausgabe) i va treballar especialment en el volum IV/27, que conté una part important dels quaderns pòstums de Marx sobre societats no occidentals i precapitalistes. També ha escrit àmpliament sobre teoria marxista, Michel Foucault i l'Escola de Frankfurt.
El seu Erich Fromm and Critical Criminology va guanyar el premi Erich Fromm de la International Erich Fromm Society de Tübingen l'any 2000. Més endavant, el seu llibre Marx at the Margins va guanyar el Paul Sweezy Book Award de la secció marxista de l'Associació Americana de Sociologia el 2011. A més, el llibre Foucault and the Iranian Revolution, coescrit amb la seva esposa Janet Afary, va ser guardonat amb el premi Latifeh Yarshater al millor llibre en estudis de dones el 2006.